# Oliver Bozanic
Oliver Bozanic (Sydney, 8 de gener de 1989) és un exfutbolista australià que jugava en la posició de centrecampista. Va disputar 7 partits amb la selecció d'Austràlia.

## Estadístiques
| Selecció d'Austràlia | Selecció d'Austràlia | Selecció d'Austràlia |
| Anys                 | Partits              | Gols                 |
| -------------------- | -------------------- | -------------------- |
| 2013                 | 1                    | 0                    |
| 2014                 | 4                    | 0                    |
| 2015                 | 2                    | 0                    |
| Total                | 7                    | 0                    |